# سان کارلوس (کالیفرنیا)
سان کارلوس (به انگلیسی: San Carlos) شهری در شهرستان سن ماتئو ایالت کالیفرنیا است که در سرشماری سال ۲۰۱۰ میلادی، ۲۸۴۰۶ نفر جمعیت داشته است.